# Rimac Automobili
Rimac Automobili is een Kroatische autofabrikant met hoofdkantoor in Sveta Nedelja, Kroatië, die elektrische sportwagens, aandrijflijnen en batterijsystemen ontwikkelt en produceert. Het bedrijf werd in 2009 opgericht door Mate Rimac met de visie om de sportwagen van de 21e eeuw te creëren. Rimac Automobili's eerste model, de Concept One, stond bekend als 's werelds snelste elektrische productieauto. In 2018 werd dat record verbroken met de Nevera: 412 km/h, en van 0 naar 100 km/h in 1,85 seconde. Rimac maakt en verkoopt high-performance voertuigen onder zijn eigen merknaam, maar ontwikkelt en produceert ook accupacks, aandrijfsystemen en complete voertuigen voor andere bedrijven. De Applus+ IDIADA Volar-E is een voorbeeld van een product dat is ontwikkeld voor een ander bedrijf. Tijdens de 88e Internationale Autosalon van Genève in maart 2018 onthulde het bedrijf zijn tweede en nieuwste model, de Nevera.

## Geschiedenis
De basis voor het bedrijf werd in 2007 gelegd als hobbygarage-activiteit van oprichter Mate Rimac. Zelfwerkend slaagde hij erin om zijn BMW 3 Serie (E30) om te bouwen tot een elektrische aandrijflijn en kreeg vervolgens de aandacht van de pers en investeerders. Een aanzienlijk deel van de vroege financiering was afkomstig van informele investeerders en de verkoop van eigendomsrechten.
Rimac Automobili werd opgericht in 2009 in Sveta Nedelja, nabij Zagreb, Kroatië, waar geschikte faciliteiten werden gehuurd. Toen hij 19 jaar oud was, begon Mate Rimac met het ombouwen van een e-M3 die diende als zijn eerste testmodel: "Ik had een oude BMW E30 (modeljaar 1984) die ik gebruikte voor drift- en circuitraces. Bij een van deze races ontplofte plotseling de motor. Op dat moment besloot ik om een EV te bouwen. Na ongeveer een jaar kon de auto rijden, maar ik was nog niet tevreden met het resultaat. Het was zwaar, niet erg krachtig en het bereik was erg beperkt. Om deze reden begon ik een team van experts te verzamelen om onze eigen componenten te ontwikkelen, aangezien ik geloofde dat de elektrische voortstuwing veel meer kon geven in vergelijking met wat er op de markt beschikbaar was. Ik had toen al een heel duidelijke visie op mijn uiteindelijke doel. Vandaag de dag zorgt hard werken ervoor dat mijn droom uitkomt." De grote voorbeelden en inspirators van Mate Rimac zijn Nikola Tesla en Christian von Koenigsegg.
In 2018 verwierf de Volkswagen-dochteronderneming Porsche Engineering Group GmbH een belang van 10% in Rimac om een ontwikkelingspartnerschap te vormen, als onderdeel van het elektrificatieproces. Mate Rimac merkte op: "Dit partnerschap is nu een belangrijke stap voor Rimac op weg om een voorkeursleverancier van componenten en systemen te worden voor de industrie op het gebied van elektrificatie, connectiviteit en het opwindende gebied van geavanceerde rijondersteuningsystemen".
In juli 2021 kondigden VW Group's Porsche en Rimac aan dat ze zijn overeengekomen een joint venture op te richten waarin zowel Volkswagen's high-performance merk Bugatti als Rimac Automobili zullen worden ondergebracht. De nieuwe onderneming zal Bugatti Rimac heten. Moederbedrijf Rimac Group zal een belang van 55% in de joint venture hebben, terwijl Porsche een belang van 45% in het bedrijf zal hebben. In juni van dat jaar verklaarde Porsche dat het een van de deelnemers was aan een nieuwe fondsenwervingsronde van 500 miljoen euro.
Rimac Technology is 100% eigendom van de Rimac Group. Rimac Technology ontwikkelt voertuigsystemen en technologieën voor vele wereldwijde OEM's.